# Hieronim Rogiński
Hieronim Rogiński, ps. „Róg”, „Cień” (ur. 30 września 1911 w Nowym Jorku, zm. 18 kwietnia 1952 w miejscowości Czerwone) – polski wojskowy w stopniu chorążego, żołnierz Związku Walki Zbrojnej, Armii Krajowej, Narodowych Sił Zbrojnych i Narodowego Zjednoczenia Wojskowego, uczestnik podziemia antykomunistycznego.

## Życiorys
Do Polski powrócił po zakończeniu I wojny światowej. Ukończył cztery klasy gimnazjum, a następnie został powołany do odbycia zasadniczej służby wojskowej. Ukończył podoficerską szkołę artylerii piechoty w Toruniu. Został zawodowym wojskowym, służył m.in. w oddziale saperów jako plutonowy. W 1939 uczestniczył w wojnie obronnej. Został wywieziony na roboty przymusowe do Niemiec, w 1941 po ucieczce przedostał się na Podlasie.
Od 1942 w Związku Walki Zbrojnej i następnie Oddziale Łomża Armii Krajowej. W 1943 dołączył do Narodowych Sił Zbrojnych. Walczył w oddziale kapitana Antoniego Kozłowskiego „Białego”, następnie porucznika Bolesława Kozłowskiego „Grota”. 30 czerwca 1944 koło wsi Cieloszki uczestniczył w akcji odbicia aresztowanych przez Niemców żołnierzy NSZ.
W 1945 dołączył do Narodowego Zjednoczenia Wojskowego. Od czerwca 1947 był komendantem Powiatu „Łużyca” NZW, obejmującego teren części powiatów kolneńskiego, ostrołęckiego i piskiego. Na przełomie sierpnia i września 1947 opuścił oddział z powodów rodzinnych, przenosząc się w okolice Sępólna. 8 marca 1948 został tam zatrzymany przez funkcjonariuszy bezpieki. Podczas udanej ucieczki raniony, powrócił do konspiracji. Wstąpił do oddziału sierżanta Bronisława Chrzanowskiego „Orła” na terenie powiatu kolneńskiego. Od sierpnia 1948 był komendantem Powiatu „Łuków” NZW, a od października 1951 komendantem Rady Rejonowej Rejonu „Karaś”.
Celem zwalczania jego grupy komunistyczna bezpieka powołała specjalną grupę operacyjną, próbowano także go schwytać, represjonując jego krewnych. Wiosną 1952 Hieronim Rogiński wraz z żoną Henryką i Stanisławem Waszkiewiczem „Piskorzem” przebywał w schronie wykopanym we wsi Czerwone koło Kolna. 18 kwietnia 1952 bunkier został otoczony przez wojsko w składzie I SBO Korpusu Bezpieczeństwa Wewnętrznego pod dowództwem kapitana Gołdyna. Otoczony „Róg” próbował bez powodzenia zastrzelić podejrzewanego o zdradę swojego meliniarza. Następnie popełnił samobójstwo. Według ustaleń historyków miejsce ukrywania się „Roga” zostało ujawnione przez „Piskorza”, który poprzedniego dnia opuścił schron.

## Życie prywatne
Hieronim Rogiński był żonaty z Henryką z domu Wyrwas, którą poślubił w 1946. Miał syna Stanisława.

## Odznaczenia
W 2008 prezydent RP Lech Kaczyński, za wybitne zasługi dla niepodległości Rzeczypospolitej Polskiej, odznaczył go Krzyżem Komandorskim z Gwiazdą Orderu Odrodzenia Polski.